# Domenico Marolì

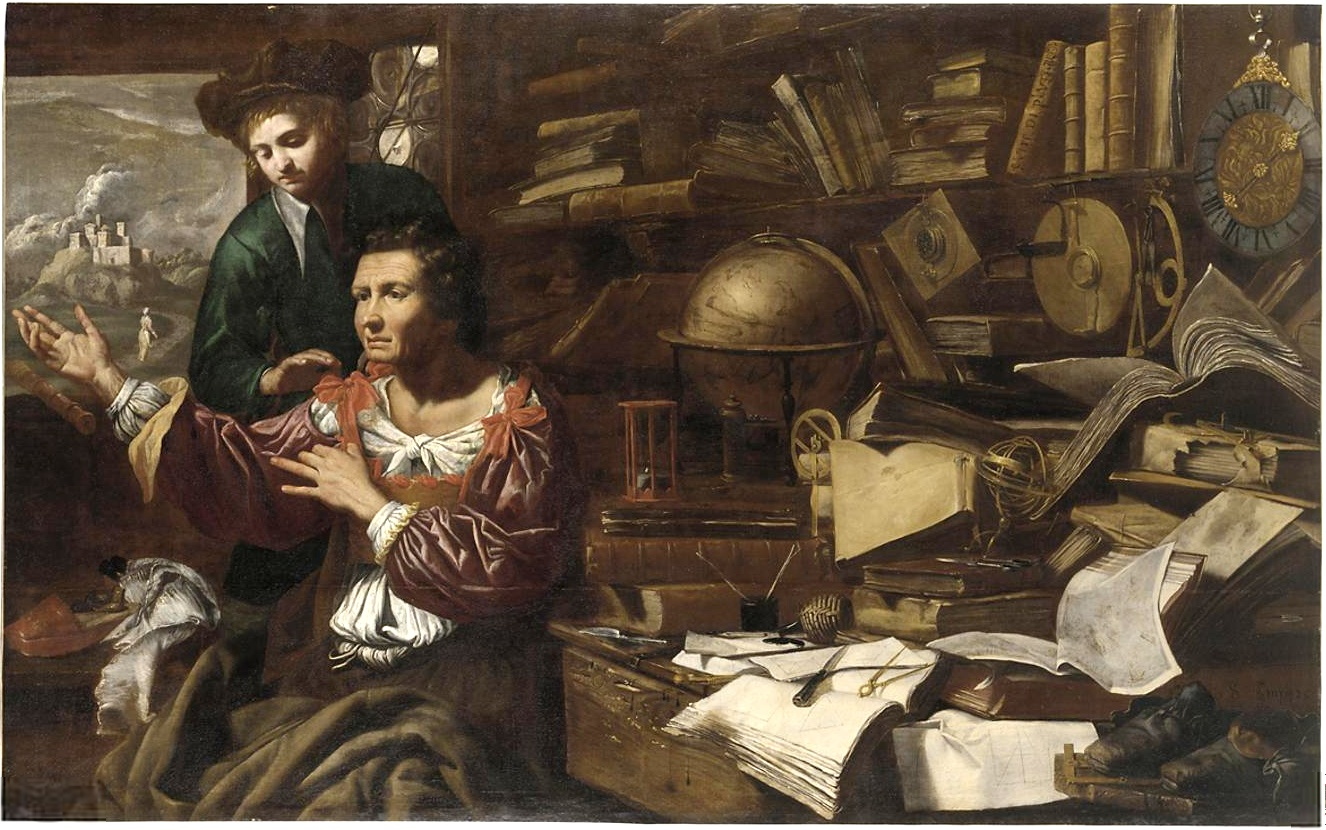
Euclide di Megara si veste da donna per andare ad ascoltare le lezioni di Socrate in Atene.

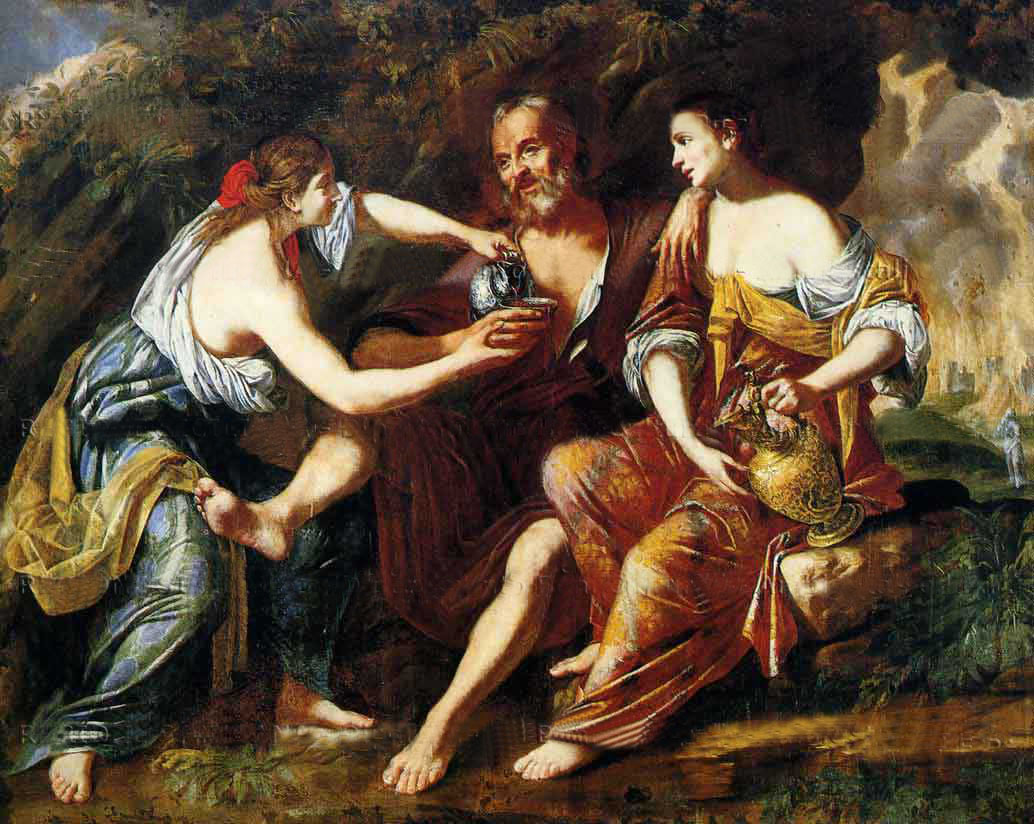
Lot e le sue figlie.

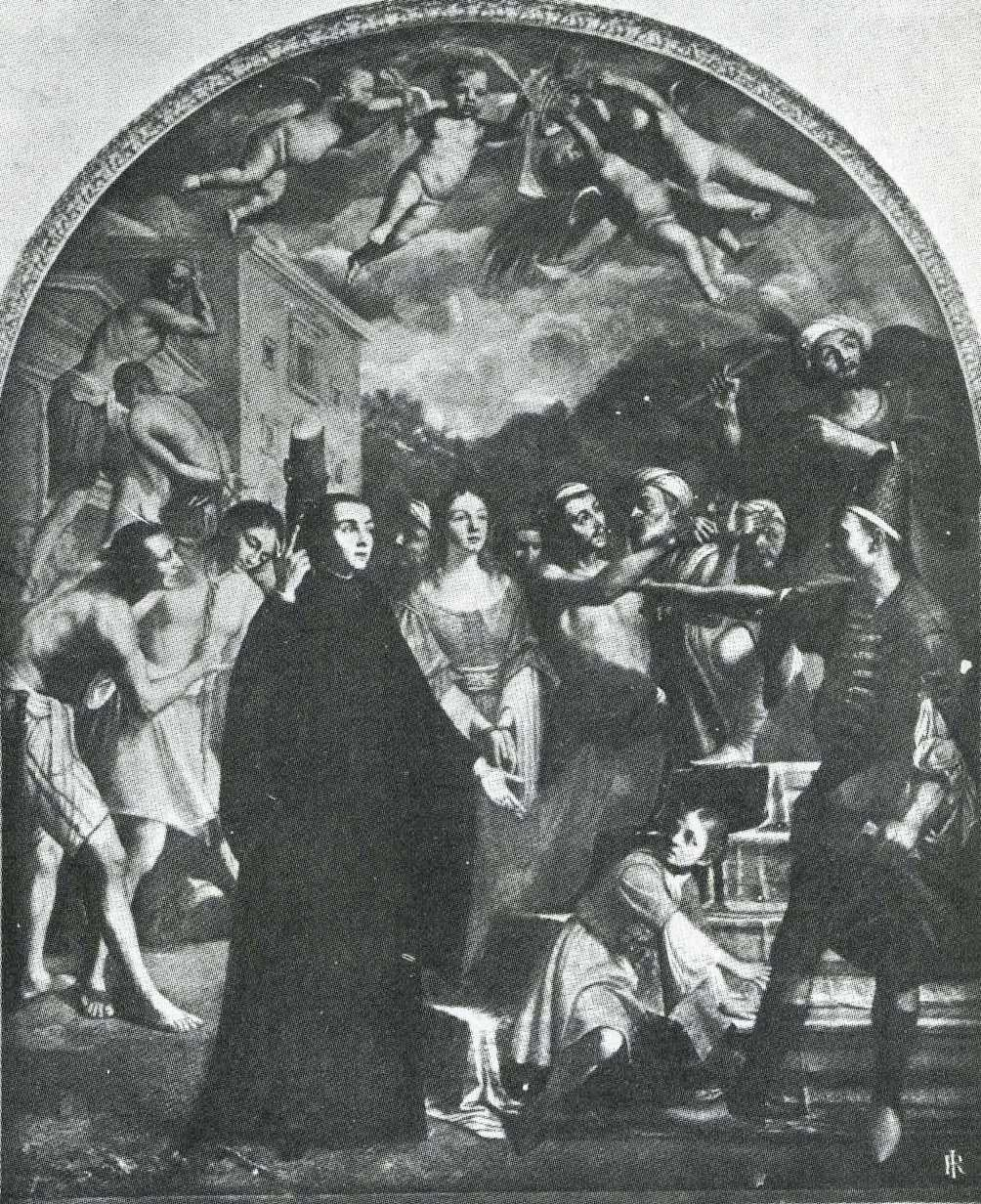
Martirio di San Placido.

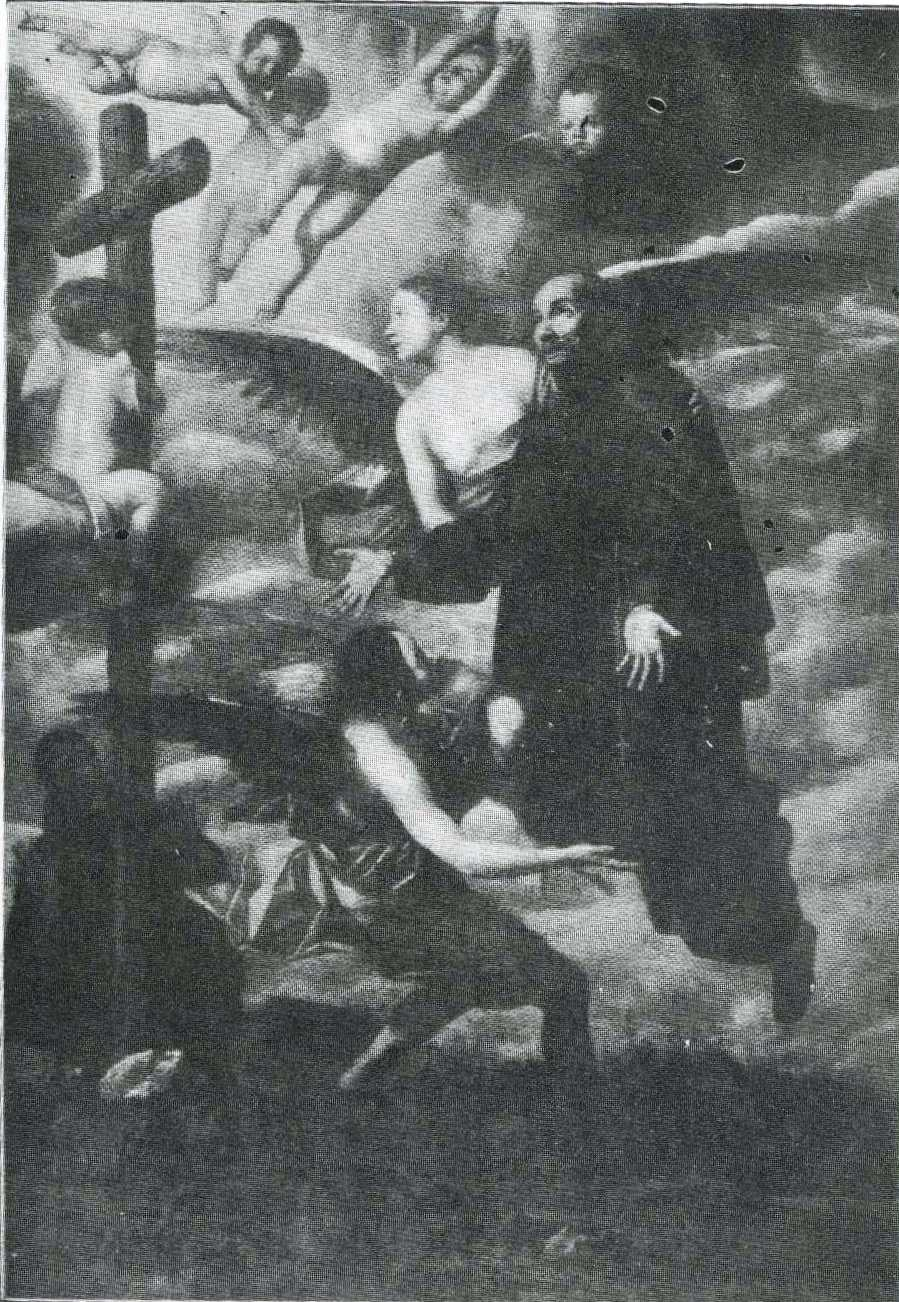
Estasi di San Pietro d'Alcantara.

Domenico Marolì (Messina, 1612 – Scaletta Zanclea, 23 maggio 1676) è stato un pittore italiano.

## Biografia
Domenico Marolì fu artista in epoca barocca attivo in Sicilia e Venezia. Formatosi nella natia Messina, a partire dall'età di 22 anni frequentò la bottega di Antonino Alberti detto il Barbalonga. Nel 1642 si recò a Venezia ove fece amicizia con il pittore, scrittore e mercante d'arte Marco Boschini, che descrisse il Marolì come pittore di soggetti pastorali e marini. Nell'ambito artistico strinse una proficua amicizia con Jacopo Bassano.
Intorno al 1650 è documentato un breve periodo di passaggio da Bologna ove contrae matrimonio e diviene padre. Durante il rientro subisce un rapimento, la deportazione e una forzata detenzione in Africa. Dopo un breve soggiorno a Palermo fa ritorno nella città natale ove il Senato di Messina nel 1657 commissiona il dipinto della Madonna della Lettera per donarlo alla città di Catania. A Messina risulta coinvolto nei moti della rivolta antispagnola del 1674 - 1676.
Alcuni dipinti della sua produzione sono giunti a noi integri, quelli commissionati a Messina e comprensorio sono stati in parte distrutti dalle devastazioni dei terremoti del 1783 e del 1908. Tra i soggetti religiosi figurano i dipinti Loth e le sue figlie e l'Estasi di San Pietro d'Alcantara. La grande tela di genere storico raffigurante Euclide di Megara si veste da donna per andare ad ascoltare le lezioni di Socrate in Atene è documentata durante la sua lunga permanenza a Venezia.
Morì a Scaletta Zanclea e fu seppellito nella chiesa di San Nicola dei Greci.

## Opere
- 1650, Euclide di Megara si veste da donna per andare ad ascoltare le lezioni di Socrate in Atene, dipinto, opera appartenente a collezione privata, Art commercio già Collezione Giovanni Nani, Venezia.
- 1657, Madonna della Lettera, dipinto, opera donata dal Senato Messinese alla città di Catania, documentato nella chiesa della Madonna della Lettera, infine nel Municipio di Catania.
- 1665, Il sacrificio di Melchisedek, dipinto, opera custodita nella Cappella del Santissimo Sacramento della basilica cattedrale metropolitana di Maria Santissima Assunta in Cielo di Reggio Calabria.
- XVII secolo, Natività, dipinto, opera custodita nella chiesa di Santa Maria della Grotta di Messina.[2]
- XVII secolo, Lot e le sue figlie, dipinto, opera custodita nel Museo regionale di Messina.
- XVII secolo, Estasi di San Pietro d'Alcantara, dipinto, opera proveniente dalla chiesa di Santa Maria di Portosalvo e custodita nel Museo regionale di Messina.[2]
- XVII secolo, Santa Cunegonda, dipinto, opera documentata nella chiesa di Santa Maria Maddalena dell'Ordine benedettino.
- XVII secolo, Padre Eterno, affresco raffigurante il Creatore circondato da putti, opera documentata nel lanternino della cupola della chiesa di San Nicolò dei Gentiluomini della Compagnia di Gesù.
- XVII secolo, Giacobbe, Labano e le figlie, dipinto, opera custodita a Galleria regionale della Sicilia di «Palazzo Abatellis» di Palermo.

## Opere documentate
- XVII secolo, Pitture ad olio, prima attività come discepolo di Barbalonga nella tribuna della chiesa di San Michele di Messina.[3][4]
- 1650, Martirio di San Placido, dipinto, oggi in riproduzione fotografica da originale distrutto durante il terremoto di Messina del 1908, opera documentata nella chiesa di San Paolo delle Monache di Messina.[2][5]
- XVII secolo, Veneri e donne ignude, dipinto raffigurante fanciulle nude, opera giudicata da alcuni critici come licenziosa.
- XVII secolo, San Sebastiano curato dalle pie donne.
- XVII secolo, Giacobbe che inganna Isacco.
- XVII secolo, Sacrificio di Isacco.
- XVII secolo, Thamar violata dal fratello.
- XVII secolo, Santa Elisabetta.
- XVII secolo, Santa Scolastica.
- XVII secolo, Noè ebbro.
- XVII secolo, Natività di Gesù, tela originale custodita presso la Chiesa di S. Maria delle Grazie del Villaggio Pace di Messina